# Ali Abdel Raziq
Ali Abderraziq (1888-1966) (علي عبد الرازق) en ocasiones transcrito  como Ali Abdel Raziq o  Ali Abd al-Raziq, fue un erudito egipcio, autor de El Islam y los fundamentos del poder  (اإسلام وأصول الحكم) un estudio sobre la institución del califato publicado en 1925. 

## Vida
Ali Abderraziq nació en 1888 en Abou Girg en la provincia de al-Minya en una familia de ricos terratenientes. Fue miembro del cuerpo de ulemas de al-Azhar. Frecuentó la entonces recién creada Universidad de El Cairo y en  1912 inició estudios en la Universidad de Oxford. En 1914 a causa del estallido de la Primera Guerra Mundial se verá obligado a abandonar Europa y regresar a Egipto.
Su familia era conocida por mantener un fuerte compromiso político y por su ideología liberal.  Su padre Hassan Pacha Abderraziq fue uno de los fundadores del Partido de la Umma y después uno de los jefes históricos del Partido de los Liberales Constitucionales. Su hermano mayor Ali Mustafa Abderraziq también combinó los estudios tradicionales en al-Azhar con estudios en Francia. Ambos hermanos estuvieron muy próximos a las enseñanzas de Muhammad Abduh.
Por aquel entonces el movimiento por la independencia de Egipto frente a la autoridad colonial británica estaba en pleno auge. El enfrentamiento entre los partidarios del partido Wafd de marcada tendencia nacionalista  y los conservadores partidarios de la monarquía estaba en su punto álgido. Los liberales como la familia de Abderraziq más cercanos a las reivindicaciones del Wafd eran claramente contrarios a las pretensiones de los monárquicos. 
A principios del siglo XX y tras un largo período de decadencia, la institución del califato  era motivo de intensos debates en el mundo islámico. En 1922 Kemal Ataturk suprimió las funciones políticas del califa y su figura quedó así reducida a su valor simbólico. La abolición definitiva llegará en 1924. La  conmoción que ello causó en las sociedades islámicas del momento no ha dejado de tener profundas  repercusiones  hasta nuestros días.  
En 1925 Abderraziq publica El islam y los fundamentos del poder obra que provocó serias y encendidas reacciones entre intelectuales y ulemas. Su autor fue juzgado y condenado por la Asamblea de Ulemas de al-Azhar. En la sentencia se detallaban siete puntos en los que las tesis de Abderraziq contradecían el Corán, la sunna, y el consenso de la comunidad islámica. Fue desprovisto de todos sus cargos y su obra no volvió a publicarse hasta muchas décadas después. Si bien es cierto que más tarde será rehabilitado, su muerte en 1966 pasó más bien desapercibida. 

## El Islam y los fundamentos del poder
El objeto de estudio en la obra de Abderraziq es la institución del califato desde sus orígenes hasta su abolición. Hay que remarcar el hecho de que Abderraziq, un ulema de la prestigiosa institución de al-Azhar  realizó su análisis íntegramente desde la tradición islámica, lo cual supuso un serio desafío para el mundo islámico en  unos momentos especialmente convulsos. Con un estilo claro y directo Abderraziq analiza  las tres fuentes sobre las que la doctrina ha fundamentado la institución califal: Corán, sunna y consenso. Llega a tres conclusiones fundamentales:
1.- No existe una forma de gobierno intrínsecamente islámica denominada califato.
2.- La forma de gobierno en el islam no forma parte del sistema de creencias, no está contenido en la revelación sino que pertenece al ámbito de la razón. Los musulmanes son libres para dotarse del sistema de gobierno que en cada momento elijan. En la obra se entabla un cierto diálogo entre el autor e Ibn Jaldún en la que ambos coinciden en la necesidad de una determinada forma de gobierno que posibilite la existencia de una sociedad islámica. Sin embargo para Abderraziq los musulmanes son libres para dotarse de la forma de gobierno que estimen más conveniente en cada momento.
3.- Respecto a la pregunta de si el Profeta fue un rey la respuesta es clara: no lo fue. 
Mahoma fue un profeta, el último de ellos. Su dignidad como profeta es infinitamente superior y de naturaleza radicalmente distinta a la que le pueda corresponder a un gobernante. Solo en función de esa especial dignidad  la comunidad que acababa de nacer depositó en él su confianza para que dirigiera también los asuntos de gobierno. 
La consideración de los procesos históricos cobra especial relevancia en el análisis de Abderraziq. La institución del califato, defenderá Abderraziq,  se ha cimentado sobre un momento histórico concreto, el de los cuatro primeros califas 'bien guiados' o ar-Rashidun que la tradición islámica ha sacralizado indebidamente. 
Era la primera vez que en la historia del islam se  hacía un análisis de ese tipo y se llegaba a tales conclusiones. El papel de Abdderraziq como precursor es incuestionable. Con posterioridad otros autores defenderán las mismas tesis. En 1948 el también egipcio Jalafallah publicará  El arte del relato en el Corán donde también se utilizan  criterios históricos para el análisis del texto sagrado. Respecto a las relaciones entre islam y estado  Jalafallah defiende las mismas tesis de Abderraziq: El Profeta no fue un rey y el proceso que se inicia con el nombramiento del primer califa -Abu Bakr- es de tipo político y sin vinculación con el mensaje revelado.

## Críticas y reacciones
Solo un año después de la publicación de El Islam y los fundamentos del poder se hacen públicas en Egipto las primeras refutaciones de sus tesis. Desde entonces su obra no ha dejado de ser motivo de reflexión. En el año 2012  el diario Al- Sharq al Awsat  publicaba una encuesta en la que la práctica totalidad de los escritores árabes  sitúan la obra a la cabeza de las obras contemporáneas más influyentes.
Inicialmente fueron muchos los que acusaron a Abderraziq de haber escrito una obra estrictamente coyuntural como reacción a unas circunstancias determinadas, de manera  que una vez superadas estas dejarían obsoleto el contenido de su obra.  Se estaban refiriendo con ello a la manifiesta oposición de Abderraziq y su familia a las pretensiones  de los monárquicos que apoyaban al rey Fu’ad  de Egipto. La realidad ha demostrado el escaso recorrido de tales críticas. Si bien las circunstancias pudieron haber influido en la elección del tema o incluso en el momento de su publicación, lo cierto es que los razonamientos expuestos por Abderraziq son a todas luces de índole universal. Su obra refleja una actitud nueva, desconocida u olvidada de las sociedades musulmanas durante siglos. Ese mismo enfoque es el que  refleja la obra del también egipcio  Taha Hussein Sobre la poesía preislámica publicada en 1926. Taha Hussein que igual que Abdderaziq utilizará argumentos de tipo histórico, presenta una revisión crítica de la tradición poética árabe preislámica que chocará frontalmente con la versión consolidada por los doctores de la ley y que provocará de nuevo enconadas críticas en el Egipto de principios del siglo XX.
Los  críticos de Abderraziq son numerosos y el abanico de sus  razonamiento es amplio. Muchos de ellos se encuentran entre los doctores de la ley islámica como  Rashid Rida uno de sus más encarnizados opositores. No en vano Abderraziq había dedicado buena parte de sus críticas a la obra de Rida El califato o el imamato supremo una defensa a ultranza del carácter universal y eterno de la institución que había sido publicada en 1923. Otros como Abderrazaq Sanhoury  achacará a Abderraziq  una defectuosa comprensión de la historia y de la tradición islámica al pretender comparar instituciones propias de un estado moderno con la época del Profeta. Para Muhammad Imara otro de sus más destacados detractores,  la separación entre islam y califato sigue siendo inaceptable por ser este último uno de los referentes sagrados del islam.
En los últimos años ha surgido una corriente de críticos que le acusan de haber coadyuvado al surgimiento de lo que hoy conocemos como Estado Islámico. 
Hamid Enayat por ejemplo señala como  la crisis del califato ha tenido un resultado doctrinal subsidiario y es la  introducción de la idea del Estado Islámico  como alternativa al califato el cual, desde su abolición, ha sido declarado implícita o explícitamente imposible de resucitar tanto por los secularistas turcos como por musulmanes aparentemente tan dispares  como ‘Ali Abderraziq, Rachid Rida o los ulemas de al-Azhar.